# Juho Sunila

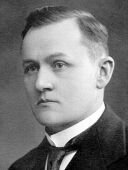
Juho Sunila

Juho Emil Sunila (Liminka, 16 augustus 1875 - Helsinki, 2 oktober 1936) was een Fins politicus.

## Levensloop
Juho Sunila was lid van de Finse Agrarische Partij (ML). Hij was tot tweemaal toe minister-president van Finland.
Van 17 december 1927 tot 22 december 1928 was hij premier van een coalitie uitsluitend bestaande uit de ML. Van 21 maart 1931 tot 14 december 1932 was hij premier van een "grote coalitie", bestaande uit de ML, Nationale Coalitie Partij, Nationale Progressieve Partij (Liberalen) en de Zweedse Volkspartij (Liberalen). Alle grote partijen, behalve de Sociaaldemocratische Partij, maakten deel uit van deze coalitie. De uitsluiting van de SDP had te maken met het inofficiële cordon sanitair.